# Дозіни
Дозіни (пол. Doziny) — село в Польщі, у гміні Шренськ Млавського повіту Мазовецького воєводства.
Населення — 180 осіб (2011).
У 1975-1998 роках село належало до Цехановського воєводства.

## Демографія
Демографічна структура станом на 31 березня 2011 року:
|          | Загалом | Допрацездатний вік | Працездатний вік | Постпрацездатний вік |
| -------- | ------- | ------------------ | ---------------- | -------------------- |
| Чоловіки | 83      | 14                 | 61               | 8                    |
| Жінки    | 97      | 22                 | 52               | 23                   |
| Разом    | 180     | 36                 | 113              | 31                   |